# Concepción Arenal
Concepción Arenal Ponte (Ferrol, La Coruña, España, 31 de enero de 1820-Vigo, ibíd., 4 de febrero de 1893) fue una experta en derecho, pensadora, periodista, activista, poeta y autora dramática española encuadrada en el realismo literario y pionera en el feminismo español. Además, ha sido considerada la precursora del trabajo social en España. Perteneció a la Sociedad de San Vicente de Paul, en la que colaboró activamente desde 1859. Defendió a través de sus publicaciones la labor llevada a cabo por las comunidades religiosas en España. Colaboró en el Boletín de la Institución Libre de Enseñanza. A lo largo de su vida y obra denunció la situación de las cárceles de hombres y mujeres, la miseria en las casas de salud o la mendicidad y la condición de la mujer en el siglo xix, en la línea de las sufragistas femeninas decimonónicas, y las precursoras del feminismo.

## Biografía

### Infancia y adolescencia
Nacida el 31 de enero de 1820 en el número 177 de la calle Real en Ferrol (La Coruña), fue hija de Ángel del Arenal y de la Cuesta y de María Concepción Ponte Mandiá Tenreiro. Su padre nació dentro de una familia ilustrada con títulos de nobleza originaria de Santander, y fue un militar (sargento mayor, rango equivalente al de teniente coronel con funciones mixtas de Intervención e Intendencia) castigado en varias ocasiones por su ideología liberal, en contra del régimen absolutista del rey Fernando VII. Como consecuencia de sus estancias en prisión, cayó enfermo y murió en 1829, por lo que Concepción quedó huérfana de padre a los nueve años. En ese mismo año, se trasladó con su madre y sus dos hermanas, Luisa y Antonia, a Armaño (Liébana, Cantabria), a casa de su abuela paterna, Jesusa de la Cuesta, donde recibió una férrea formación religiosa. Un año después, falleció su hermana Luisa. En 1834, con ayuda de su pariente Antonio Tenreiro-Montenegro y Caveda, segundo conde de Vigo, se trasladaron a Madrid, donde Concepción estudió en un colegio para señoritas.

### El reto de estudiar en la universidad
Desde joven había declarado su deseo de ser abogada. A los veintiún años de edad, para poder ingresar como oyente en la Facultad de Derecho de la Universidad Central de Madrid tuvo que disfrazarse de hombre, se cortó el pelo, vistió levita, capa y sombrero de copa. Al descubrirse su verdadera identidad intervino el rector. Tras un examen satisfactorio fue autorizada a asistir a las clases, cosa que hará desde 1842 a 1845.

El rito era el siguiente: acompañada por un familiar doña Concepción se presentaba en la puerta del claustro, donde era recogida por un bedel que la trasladaba a un cuarto en el que se mantenía sola hasta que el profesor de la materia que iba a impartirse la recogía para las clases. Sentada en un lugar diferente del de sus aparentes compañeros, seguía las explicaciones hasta que la clase concluía y de nuevo era recogida por el profesor, que la depositaba en dicho cuarto hasta la clase siguiente.
Amelia Valcárcel. Feminismo en un mundo global

Vestida también de hombre, Concepción, de ideas liberales y progresistas participó en tertulias políticas y literarias, y colaboró en el periódico La Iberia.[cita requerida]
En 1848 se casó con el abogado y escritor Fernando García Carrasco, que murió nueve años después, en 1857, de tuberculosis.[cita requerida]

### Trabajos y colaboraciones en organizaciones sociales
Viuda y con dos hijos (Fernando, 1850 y Ramón, 1852), se trasladó a la localidad cántabra de Potes, donde conoció a un joven músico, Jesús de Monasterio, alumno de Santiago Masarnau Fernández, primer presidente de las Conferencias de San Vicente de Paúl. Monasterio, de fuertes convicciones católicas, fue quien interesó a Concepción Arenal en las actividades humanitarias llevadas a cabo por esta sociedad, influyendo para que finalmente Arenal decidiera fundar en 1859 el grupo femenino de las Conferencias de San Vicente de Paúl en Potes. A partir de entonces inició una intensa actividad llevada por su preocupación social y humanitaria. Fruto de su experiencia dentro de la Sociedad de San Vicente de Paúl es su obra La beneficencia, la filantropía y la caridad (1861), que dedicó a la condesa de Espoz y Mina y que presentó al concurso convocado por la Academia de Ciencias Morales y Políticas, bajo el nombre de su hijo Fernando, que tenía entonces diez años. Después de una serie de conflictos sobre la forma incorrecta de introducir su escrito en el concurso, se le concedió el premio y fue la primera mujer premiada por la Academia. En este trabajo señala el influjo de la religión católica en el desarrollo del espíritu de beneficencia que, en España, según Arenal, dio lugar a multitud de asilos piadosos:

El terreno recobrado palmo a palmo para la patria y la religión cristiana, lo fue también para la Beneficencia que volvió a ofrecer asilos al dolor, y amparo a la desgracia. Se multiplicaron las fundaciones piadosas bajo diversas formas, y con distintos objetos. Hospedar peregrinos, recoger transeúntes, proporcionar asilos a la ancianidad desvalida, socorros a la pobreza, asistir a los enfermos, cuidar a los convalecientes, dotar a las doncellas pobres, proporcionar medios de seguir la carrera eclesiástica a los que carecían de ellos, y dotar escuelas, fueron las principales creaciones de la Beneficencia.

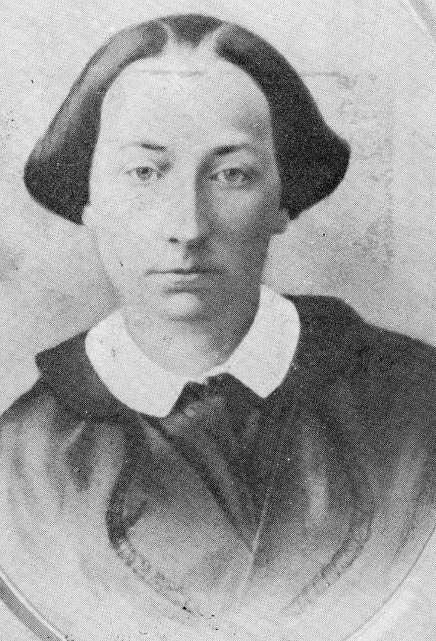
Concepción Arenal en su juventud.

Ensalza la importancia de la caridad como virtud cristiana, y alude a la obra de San Juan de Dios en Granada. Asimismo, destaca especialmente entre las asociaciones caritativas a la de San Vicente de Paúl, aprobada en 1850, de la que formaba parte. Alude a su enorme repercusión en España, a la que se sumarían miles los individuos, de ambos sexos, y cómo gracias a su participación, habrían proliferado los asilos para los huérfanos de los pobres, así como las escuelas gratuitas. Considera la necesidad de que el estado reglamente las asociaciones filantrópicas, apoyando y auxiliando las iniciativas privadas en nuestro país, y defiende la presencia de las corporaciones y asociaciones religiosas, como un poderoso auxiliar para la beneficencia.
Poco tiempo después publicó Manual del visitador del pobre, obra que fue traducida al polaco, al inglés, al italiano, al francés y al alemán. La obra llamó la atención de Antonio de Mena y Zorrilla, director general de Establecimientos Penales, y de Florencio Rodríguez Vaamonde, ministro de Gracia y Justicia en el gabinete del presidente Joaquín Francisco Pacheco, por lo que este último nombró a Arenal inspectora de las cárceles de mujeres en 1864, cargo del que la cesaron a la caída de su ministerio. De este modo, se convirtió  en la primera mujer que recibió el título de visitadora de cárceles de mujeres, cargo que ostentó hasta 1865.
Posteriormente publicó libros de poesía y ensayo, como Cartas a los delincuentes (1865), Oda a la esclavitud (1866) —que fue premiada por la Sociedad Abolicionista Española de Madrid— El reo, el pueblo y el verdugo o La ejecución de la pena de muerte (1867). En 1868, fue nombrada inspectora de Casas de Corrección de Mujeres y tres años después, en 1871, comenzó a colaborar con la revista La Voz de la Caridad, de Madrid, en la que escribió durante catorce años sobre las miserias del mundo que la rodeaba.[cita requerida]
En la polémica desatada por la libertad de cultos en 1871, durante el reinado de Amadeo I, salió en defensa de que las Hermanas de la Caridad regresaran a las casas de beneficencia. Desde La Voz de la Caridad, Arenal consideraba de suma importancia la presencia de la religión en este tipo de establecimientos con fines sociales y pedía al Estado que, al igual que consideraba libertad la no imposición de la religión, de la misma manera tampoco debía suprimirla. Desde La Voz de la Caridad, ofrecía información de las iniciativas relacionadas con el mundo de la beneficencia y establecimientos penales; en este sentido, conviene destacar el proyecto del senador conservador Francisco Lastres y Juiz, impulsor del Reformatorio de Santa Rita en Carabanchel, en Madrid, llevado a cabo por la Congregación de Terciarios Capuchinos, que obedecía al mismo espíritu reformista de la época.
En 1872 fundó la Constructora Benéfica, una sociedad dedicada a la construcción de casas baratas para obreros. Posteriormente también colaboró organizando en España la Cruz Roja del Socorro, para los heridos de las guerras carlistas, al frente de un hospital de campaña para los heridos de guerra en Miranda de Ebro. En 1877, publicó Estudios penitenciarios. En 1889 se trasladó a la ciudad de Pontevedra, donde vivió hasta 1890 y donde impulsó en su vivienda del número 27 de la calle de la Oliva una prestigiosa tertulia de intelectuales.
Murió el 4 de febrero de 1893 en Vigo, donde fue enterrada. Es su epitafio figura el lema que la acompañó durante toda su vida: «A la virtud, a una vida, a la ciencia». A ella se le atribuyen otras frases célebres, como la de «Odia el delito y compadece al delincuente», aunque en origen no es suya.

## Aporte al feminismo

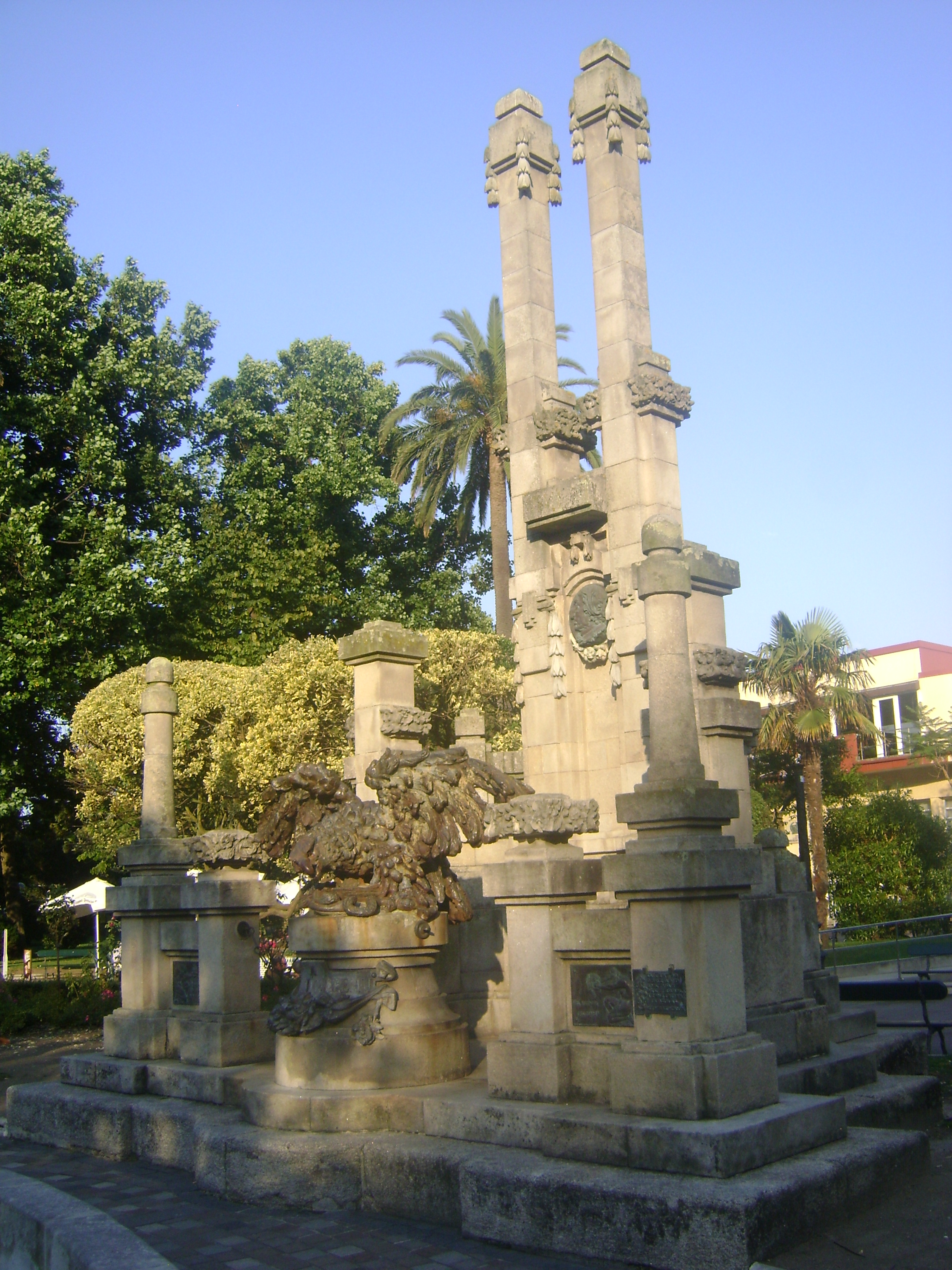
Monumento a Concepción Arenal, en La Coruña.

Concepción Arenal es una de las pioneras del feminismo en España. Su primera obra sobre los derechos de la mujer es La mujer del porvenir (1869), en la que critica las teorías que defendían la inferioridad de las mujeres basada en razones biológicas. Su posición es la de defender el acceso de las mujeres a todos los niveles educativos, aunque no en todos los oficios ya que considera que no están capacitadas para ejercer la autoridad. Tampoco es partidaria inicialmente de su participación política ante el riesgo de sufrir algún tipo de represalia y dejar abandonados hogar y familia, aunque más tarde escribe:

Es un error grave y de los más perjudiciales, inculcar a la mujer que su misión única es la de esposa y madre [...]. Lo primero que necesita la mujer es afirmar su personalidad, independientemente de su estado, y persuadirse de que, soltera, casada o viuda, tiene derechos que cumplir, derechos que reclamar, dignidad que no depende de nadie, un trabajo que realizar e idea de que es cosa seria, grave, la vida y que si se la toma como un juego, ella será indefectiblemente un juguete.
Concepción Arenal. La educación de la mujer.

Mantuvo estrechos lazos con los intelectuales krausistas y con los krausoinstitucionistas. Era admiradora de la obra en pro de la educación de la mujer llevada a cabo por Fernando de Castro y Pajares. Fue miembro de la Junta Directiva del Ateneo Artístico y Literario de Señoras y se mantuvo atenta a los progresos realizados por la Asociación para la Enseñanza de la Mujer; años después colaboraría asiduamente en el Boletín de la Institución Libre de Enseñanza con artículos sobre temas penales y feministas.
En 1892 Arenal participó, aunque no estuvo presente, en el Congreso Pedagógico Hispano-Portugués-Americano celebrado en Madrid y presidido por Rafael María de Labra Cadrana con una ponencia sobre "La educación de la mujer" en la quinta sección del congreso dedicada al Concepto y límites de la educación de la mujer, y de la aptitud profesional de ésta. La sección incorporó el debate de las relaciones y diferencias entre la educación del hombre y la de la mujer, medios de organizar un buen sistema de educación femenina y grados, aptitud de la mujer para la enseñanza, aptitud para las demás profesiones y límites, además de la educación física de la mujer. La vicepresidenta de esta mesa fue Emilia Pardo Bazán.[cita requerida]
Concepción Arenal envió un informe sobre varios puntos pronunciándose a favor de la educación femenina sin recortes:

Es un error grave, y de los más perjudiciales, inculcar a la mujer que su misión única es la de esposa y madre; equivale a decirle que por sí no puede ser nada, y aniquilar en ella su YO moral e intelectual, preparándola con absurdos deprimentes a la gran lucha de la vida, lucha que no suprimen, antes la hacen más terrible, los mismos que la privan de fuerzas para sostenerla.

Añadía que la mujer es especialmente apta para actividades como la enseñanza y, de las demás, no debe excluírsela a priori, excepción hecha de la carrera de las armas. Consideraba que la enseñanza secundaria es mejor proporcionársela en casa dado el ambiente poco recomendable que reinaba en los institutos, y la superior podía seguirse por libre o asistir a clases siempre que los estudiantes aprendieran a guardar el debido respeto a sus compañeras. También defendía la necesidad de la educación física femenina y la extensión de la higiene en oposición a una tradición que exalta la inmovilidad y el horror al cuerpo humano como fuente de ignominias.
En octubre de 1891, en el ensayo sobre El trabajo de las mujeres, denunció la escasa preparación industrial de la mujer, resultado de la cual (y de una feroz concurrencia) es el poco salario con que se recompensa un gran esfuerzo y un gran empleo de tiempo; propuso que se apliquen a las obreras los mismos medios de instrucción y rehabilitación que a los obreros, comenzando por suprimir los agraviantes gremios de oficios.[cita requerida]
Resaltó también el contraste entre mujeres agostadas en una apatía enervante y otras consumidas por un trabajo ímprobo; adujo que no es posible mantener el irracional choque entre el «mundo moderno» y la «mujer antigua», y que el único medio de regeneración social válido es «educar a la mujer, artística, científica e industrialmente»; y ello porque no puede haber orden económico ni equilibrio mientras la mitad del género humano tenga que depender de una herencia, el sustento proporcionado por la familia, la limosna o arriesgarse al hambre o al extravío.
En su trabajo Estado actual de la mujer en España, publicado por primera vez en España en 1895, analiza la situación de las españolas en el terreno laboral, religioso, educativo, de opinión pública y moral; en todos los casos es desfavorable por culpa del egoísmo masculino: «Puede decirse que el hombre, cuando no ama a la mujer y la protege, la oprime. Trabajador, la arroja de los trabajos más lucrativos; pensador, no le permite el cultivo de la inteligencia; amante, puede burlarse de ella, y marido, abandonarla impunemente. La opinión es la verdadera causante de todas estas injusticias, porque hace la ley, o porque la infringe». Advierte leves avances, aunque muy lentos, y se resiste a hablar de emancipación social o política mientras la dependencia económica sea un hecho extendido y sujete a la mujer a todo tipo de esclavitudes.
Los oficios que la mujer puede desempeñar serían: «relojera, tenedora de libros de comercio, pintora de loza, maestra, farmacéutica, abogada, médica de niños y mujeres y sacerdote (no monja). Nunca se debe dedicar a la política ni a la vida militar». Instrucción que la mujer debe procurar, pues dirá de los hombres que «tienen inclinaciones de sultán, reminiscencias de salvaje y pretensiones de sacerdote».[cita requerida]
Las críticas que dirigió al clero fueron: «En general es muy ignorante, no querer a la mujer instruida, es mejor auxiliar, mantenerla en la ignorancia».[cita requerida]

### Catolicismo social
Concepción Arenal, una pensadora del catolicismo social, como muestra en La Voz de la caridad, y como tal la reivindica el jesuita J. Alarcón en la revista Razón y Fe, 1900-1902, al ser el ideal de un feminismo aceptable, por ser «genuinamente español e íntegramente católico». Concepción Arenal, autora poco leída y citada de forma descontextualizada, fue, para la mayoría de los católicos de su época, una heterodoxa.[cita requerida]
Con la creación de la Acción Católica de la Mujer, la visión católica y conservadora del papel de la mujer propugnada por el Movimiento católico realizó una constante labor de hostigamiento al feminismo católico y reformista arenaliano, que a principios del siglo XX representaba la Asociación Nacional de Mujeres Españolas.[cita requerida]
Concepción Arenal actuó como intermediaria de María Victoria dal Pozzo, esposa de Amadeo de Saboya, que desde el exilio siguió mandando donativos para españoles necesitados.

## Obra

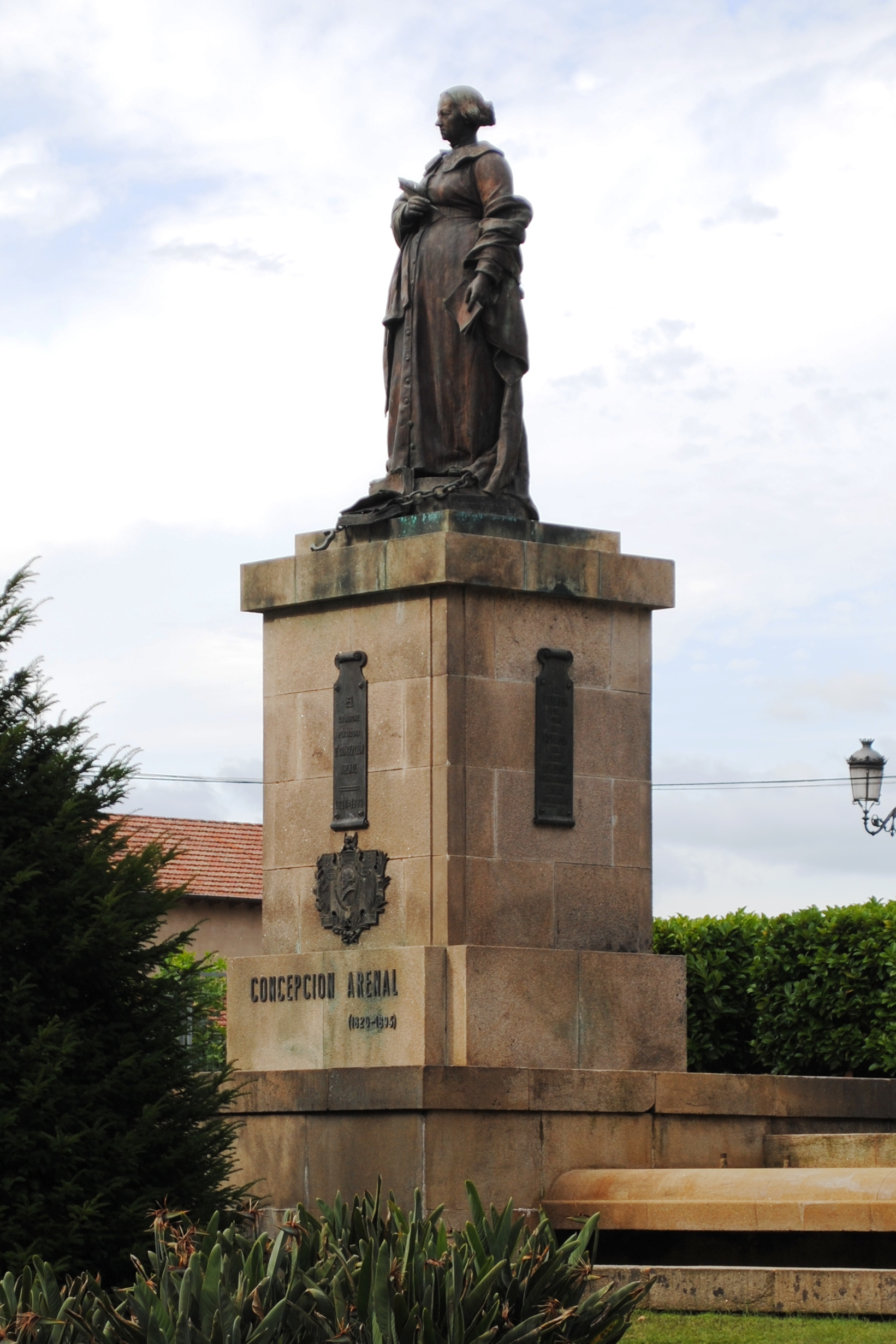
Monumento a Concepción Arenal, obra del escultor Aniceto Marinas, en Orense.

- Fábulas en verso originales, Madrid, Tomás Fortanet. 1851.
- La beneficencia, la filantropía y la caridad, Madrid, Imprenta del Colegio de Sordo-Mudos y de Ciegos, 1861.
- Manual del visitador del pobre, Madrid, Imprenta de Tejado, 1863.
- Manuel du visiteur du pauvre, París, Ambroise Bray Libraire-Editeur, 1864.
- Cartas a los delincuentes, La Coruña, Imprenta del Hospicio, 1865.
- El reo, el pueblo y el verdugo, o la ejecución pública de la pena de muerte, Madrid, Establecimiento Tipográfico de Estrada, Díaz y López, 1867.
- La voz que clama en el desierto, La Coruña, Tipografía de la Casa de Misericordia, 1868.
- Examen de las bases aprobadas por las Cortes, para la reforma de las prisiones, Madrid, Imprenta de la Revista de Legislación, 1869.
- La mujer del porvenir. Artículos sobre las conferencias dominicales para la educación de la mujer, celebradas en el Paraninfo de la Universidad de Madrid, Sevilla-Madrid, Eduardo Perié-Félix Perié, 1869.
- Estudios penitenciarios, Madrid, Imprenta de T. Fortanet, 1877.
- La cárcel llamada Modelo, Madrid, Imprenta de T. Fortanet, 1877.
- Las colonias penales de la Australia y la pena de deportación, Madrid, Imprenta y Librería de Eduardo Martínez, 1877.
- «La récidive en Espagne.» Bulletin de la Société Générale des Prisons, 6 (junio de 1878), pp. 575-586.
- Ensayo sobre el derecho de gentes, Madrid, Imprenta de la Revista de Legislación, 1879.
- «Hay Irlanda, pero no Cobden.» La Ilustración Gallega y Asturiana, 34 (8 de diciembre de 1880), pp. 418-419.
- «Mi vida. A... que me pedía con insistencia apuntes para escribir mi biografía.» La Ilustración Gallega y Asturiana, 31 (8 de noviembre de 1880), p. 385.
- Cuadros de la guerra, Ávila, Imprenta de la Propaganda Literaria, 1880.
- La cuestión social. Cartas a un obrero y a un señor, Ávila, Imprenta de la Propaganda Literaria, 1880.
- La instrucción del pueblo, Madrid, Real Academia de Ciencias Morales y Políticas (Tip. Guttenberg), 1881.
- Lettre à M. Le Directeur General de L’Administration Pénitentiaire D’Espagne, Bulletin de la Société Générale des Prisons, 4 (abril de 1883), pp. 468-475.
- La mujer de su casa, Madrid, Gras y Compañía Editores, 1883.
- «Idea del cielo.» Almanaque de las damas para 1885, Puerto Rico, Imprenta y Librería de José González Font, 1884.
- «Clinique criminelle.» Bulletin de la Société Générale des Prisons, n.º 7 (noviembre de 1886), pp. 857-866.
- «Psychologie comparée du délinquant.» Bulletin de la Société Générale des Prisons, 5 (mayo de 1886), pp. 647-655.
- «La educación de la mujer.» Boletín de la Institución Libre de Enseñanza, T. XVI (1892), pp. 305-312.
- «El delito colectivo.» Madrid, La España Moderna, 1892.
- Manuel du visiteur du prisonnier, París, Au Secrétariat de l’Oeuvre des Libérées de Saint-Lazare, 1893.
- «El visitador del preso.» Madrid, La España Moderna, 1894.
- Obras Completas, Madrid, Librería de Victoriano Suárez, 1894-1913.
- «Estado actual de la mujer en España.» Boletín de la Institución Libre de Enseñanza, T. XIX (1895 ), pp. 239-252.
- Informes presentados en los Congresos Penitenciarios de Estocolmo, Roma, San Petersburgo y Amberes, Madrid, Librería de Victoriano Suárez, 1896.
- El pauperismo, Madrid, Librería de Victoriano Suárez, 1897.
- «A Méndez Núñez.» En Vigo y doña Concepción Arenal. El libro de la velada (10 de septiembre de 1897), Madrid, Establecimiento Tipográfico de la viuda e hijos de Manuel Tello, 1898.
- La igualdad social y política y sus relaciones con la libertad, Madrid, Librería de Victoriano Suárez, 1898.
- «Juicio crítico de las obras de Feijoo.» En Antología popular, Buenos Aires, Editorial Galicia, 1966.
- Dios y libertad, Pontevedra, Diputación Provincial, 1996.

## En la ficción
- Antonio Gala le dedicó un capítulo de la serie de TVE Paisaje con figuras. Posteriormente los textos de la serie  fueron editados por la editorial Espasa Calpe en Selecciones Austral, en 1985.[cita requerida]
- Concepción Arenal, la visitadora de cárceles. Telefilme de RTVE del 2012 en el que era interpretada por la actriz Blanca Portillo.[20][21]
- As malas mulleres. Personaje en la novela escrita por Marilar Aleixandre en gallego, publicada por Editorial Galaxia en 2021.[22]

## Reconocimientos
- Tiene dedicadas calles y monumentos en varias localidades de España, Uruguay y Argentina, entre ellas en su Ferrol natal (una calle, uno de los muelles del puerto, un instituto de bachillerato, un monumento en el barrio de Esteiro, una asociación benéfica y un trofeo de fútbol iniciado en 1953) y en Miranda de Ebro donde dirigió el Hospital de Sangre durante la tercera guerra carlista.
- En julio de 2018 la Asociación “Herstóricas. Historia, Mujeres y Género” y el Colectivo “Autoras de Cómic” creó un proyecto de carácter cultural y educativo para visibilizar la aportación histórica de las mujeres en la sociedad y reflexionar sobre su ausencia consistente en un juego de cartas. Una de estas cartas está dedicada a Arenal.[23][24]
- En el 2022 Correos emitió un sello postal en su honor, dentro de la colección  #8MTodoElAño.[25]